# ريتشارد ليويلين وليامز
ريتشارد ليويلين وليامز (بالإنجليزية: Richard Llewellyn Williams)‏ هو دبلوماسي أمريكي، ولد في 28 ديسمبر 1929 في شيكاغو في الولايات المتحدة.